# Robert Watson-Priestfield-Aithernay
Jan Robert Watson-Priestfield-Aithernay herbu własnego (pierwotna forma nazwiska: Watson of Priestfield and Aithernay, ur. ok. 20 lipca 1744 we Włostowicach , zm. 15 kwietnia 1810 w Majdanach) – nadintendent skarbca i tajny radca króla Stanisława Augusta.

## Życiorys
Szkocka szlachecka rodzina Watsonów, pochodząca z okolic Edynburga i Dundee, wyznająca kalwinizm, przeniosła się do Polski ok. r. 1690 w osobie Roberta, zmarłego w pierwszej ćwierci XVIII wieku, którego syn Jakub, żonaty z Maryanną von Essen, ojciec Jana Roberta, był pisarzem solnym składu soli (magazynu solnego) w Puławach, zwanego depositorium salis alias żupa.
Jakub i Maryanna poza Janem Robertem, mieli jeszcze dziesięcioro innych dzieci. Znane są jedynie losy Katarzyny (ur. 1738 r. w Puławach), 1 voto Lindsay 2 voto von Litzke i Magdaleny Salomei (ur. 1741 r. w Puławach), żony lubelskiego kupca Karola Alberta Hildebrandta.
Oprócz swych wysokich funkcji w służbie państwowej Jan Robert Watson odegrał dużą rolę w życiu obydwu parafii ewangelickich w Warszawie, kalwińskiej i luterańskiej: był asesorem wspólnego konsystorza obu wyznań, członkiem komisji rewizyjnej prawa kościelnego oraz wieloletnim członkiem Kolegium Kościelnego warszawskiej parafii reformowanej. Był także aktywnym wolnomularzem, jednym z założycieli stołecznej loży Cnotliwy Sarmata, założonej 19 lutego 1802 pod nazwą „Friedrich Wilhelm zur Säule”, rozwiązanej w 1808.
23 grudnia 1791 otrzymał polski indygenat wraz z herbem własnym o nazwie Priestfield. Posiadał majątek Majdany koło Kozienic.

## Życie prywatne
Żonaty od 1784 z Marianną Keene (zm. 17 sierpnia 1841) miał z nią dwanaścioro dzieci, pięciu synów i siedem córek:
- Ludwika Marianna (1788–1867) wyszła za Ludwika Augusta Haukego,
- Robert (1790–1852) ostatni z rodziny.
- Emilia, żona rosyjskiego generała Piotra F. von Kaufmana(inne języki) (1784–1859) – jej synem był m.in. generał Konstantin von Kaufman (1818–1882) generał-gubernator wileński, a potem Turkiestanu (1867–1882).